# قائمة قصور سوريا
قصر هو مقرإقامة كبير، وخاصة ما يتعلق بالمقرات الملكية والرئاسية، أو الأعيان رفيعي المستوى، كالأساقفة، كما يطلق قصر على المباني الفخمة والمزخرفة.

## قائمة قصور سوريا
تحتوي هذه القائمة على أسماء قصور في سوريا.
| اسم                   | موقع               | إحداثيات                                      | صورة | ملاحظات |
| --------------------- | ------------------ | --------------------------------------------- | ---- | --- |
| قصر أوغاريت الملكي    | أوغاريت            |                                               |      | |
| قصر ابن وردان         | ناحية الحمراء      |                                               |      | |
| قصر الأمير عبد القادر | الربوة             |                                               |      | يتكون من طابقين تعلوهما غرفة طيارة على السطح، مساحة الطابق الواحد نحو 325 مترا مربعا وبارتفاع 5 أمتار تقريبا، وله مدخل رئيسي من الجهة الغربية، ومدخل آخر من الجهة الشرقية. ويتصل الطابق الأرضي بالطابق الأول بدرج داخلي بشاحط واحد، وسقف الطابق الأرضي مؤلف من حواجز معدنية على شكل حرف (T) تربط بينهما أحجار من الفخار مغطاة بالأعلى بعوارض وألواح خشبية تشكل أرضية الطابق الأول، كما يوجد فتحة بمساحة (1.5X1.5) متر في سقف هذا الطابق. أما سقف الطابق الأول يتألف من عوارض وألواح خشبية في القسم الوسطي المستوى، وقد انهار القسم الأكبر من الجزء الأفقي من السقف بسبب الزمن. أما القسمان الشمالي والجنوبي المائلان، من سقف الطابق الأول يتألفان من عوارض ودعائم خشبية المغطاة بالقرميد، وهما منهاران بشكل كامل. وبالنسبة لجدران القصر فهي مبنية من الآجر والحجر، وجميع أبواب غرف القصر غير موجودة. ويحيط بالقصر حديقة كبيرة يتم الوصول إليها عن طريق فرعي من الطريق العام دمشق ـ بيروت.                                                                         |
| قصر البنات            | الرافقة            |                                               |      | لقد قامت أعمال التنقيب والترميم في هذا القصر ضمن نطاق المشروع الاستثنائي للآثار في الرقة التي قامت به الهيئة العامة للآثار في سوريا. ومنذ عام 1977 م تأكد من خلال دراسة الخزف والأواني التي عثر عليها في الموقع أنه يعود إلى القرنين الثاني عشر والثالث عشر أي إلى العصر الأيوبي، وهذا يؤكد ما جاء على لسان المؤرخين أن هذا القصر لم يسكن بعد العصر الأيوبي، ومن المؤكد أنه هجر بعد حريق هائل شب فيه.يتألف قصر البنات من باحة مركزية تطل عليها أواوين أربعة، ويفتح في الجنوب مدخل رئيسي مرتفع يقابله في أقصى الشمال صالة خلفها حجرة وإلى جانبيها حجرتان، وتطل الصالة على باحة ورواقين، ويمتد القصر شرقا وغربا لمسافة تحت الشوارع القائمة ولم تكتمل عمليات الكشف لهذا السبب. لقد أصبح القصر واضح المعالم بعد أن أعيدت الجدران والفتحات والأروقة إلى وضعها الأصلي. |
| قصر الحمراء الطياره   |                    |                                               |      | ويتألف القصر الكبير من طابقين وله بوابة ضخمة محاطة ببرجين دائريين وأبراج وثلاث بوابات في محيط القصر وأبراجه مستديرة وتحيط به البساتين والبيوت الخاصة بالحاشية ودور الخدمة والمخازن والمطابخ والحمامات في مدينة يزيد طول السور الذي المحيط بهذه المدينة على ستة كيلومترات وتحوى المدينة كافة الخدمات إضافة للمباني ومسجد ومعاصر للزيت وصناعة الزجاج وخزانات ماء وقد اكتشفت قناة تمتد لمسافة 5700 متر تنقل المياه إلى داخل أسوار المدينة وإلى القصر من الدير البيزنطي القريب من المكان وتحيط بالقصر البساتين والزراعة، وقد أوضح (هرزفيلد) أحد الأثريين الذين عملوا في الموقع أن بناء المسجد وبعض المرافق قد سبقت بناء القصر ويعد قصر الحير الشرقي مع قصر الحير الغربي الواقع غرب مدينة تدمر نموذج للفن الأموي الذي انتشر في المدن الإسلامية والأندلس بعد ذلك. وقد زار القصر الكثير من الرحالة والكتاب والمستشرقين وكتب عنه الكثير حيث كتب عنه الكاتب (ألبرت غبرييل) وأطلق علية اسم مدينة في الصحراء ووصف منشآته وأبنيته وأسوار القصر وأسوار وأبراج المدينة الممتدة. |
| قصر الحير الشرقي      | السخنة             |                                               |      | يقعُ هذا القصر في غرب المدينة وبالتحديدِ في جبل المزة شمال حي المزة بجانب جبل قاسيون الذي يطل على المدينة. يُغطّي المبنى الرئيسي مِساحة 31.500 متر مربع (340.000 قدم مربع) حيث تُعدّ كامل هضبة جبل المزة جزء من مباني القصر كما أنّهُ محاط بجدار الأمن والحرس وأبراج المراقبة. يوجدُ أمام المبنى نافورة كبيرة وبعض البيوت الفارغة. يعود الفضل في تصميم هذا القصر إلى المهندس المعماري الياباني كنزو تانغه لكن وبالرغم من ذلك فهناك شائعات تُفيد بأن كنزو قد استقال من المشروع قبل بدء بناء القصر. جدير بالذكر هنا أن البوابات النحاسية التي تُميز القصر قد تم إنشاؤها من قبل الفنان السوري-اليهودي موريس نصيري. |
| قصر الحير الغربي      | تدمر               |                                               |      | يحتل القصر مساحة شاسعة تبلغ 6400 متر مربع في قلب المدينة القديمة بدمشق، سوريا. ويحتل جزءاً كبيراً من معبد جوبيتر الدمشقي الذي يرجع للعهد الروماني، ويمتد إلى جوار الجامع الأموي شمالاً وشارع مدحت باشا جنوباً، ويقع بجوار سوق البزورية التاريخي. ويتربع القصر على أرض مستوية تقريباً، تميل من الغرب للشرق بمستوى غير ملحوظ. |
| قصر الخضراء           | دمشق               |                                               |      | |
| قصر الشعب (دمشق)      | دمشق               | 33°31′03″N 36°15′06″E / 33.51750°N 36.25171°E |      | |
| قصر العظم             | دمشق               | 33°30′37″N 36°18′25″E / 33.51023°N 36.30704°E |      | |
| قصر العظم (حماة)      | حماة               |                                               |      | |
| قصر النعسان           | دمشق القديمة       |                                               |      | |
| قصر تشرين             | حي المهاجرين       | 33°31′08″N 36°15′44″E / 33.51880°N 36.26231°E |      | |
| القصر الجمهوري        | حي المهاجرين بدمشق | 33°31′18″N 36°16′18″E / 33.52175°N 36.27166°E |      | |
| قصر هرقلة             | الرقة              |                                               |      | |
| قصر الدارين           | حلب                |                                               |      | |
| قصر في حي الكلاسة     | حلب                |                                               |      | بانيه سليمان بن عبد الملك وسمي الحي باسم (الحاضر السليماني) ، والقصر مندثر . |